# Dominique Haughton
Pour les articles homonymes, voir Haughton.
Dominique Marie-Annick Haughton est une statisticienne française dont les intérêts de recherche incluent l'analyse commerciale, les niveaux de vie et les applications des statistiques à la musique. Elle est professeure de sciences mathématiques à l'université Bentley. Elle est également chercheuse associée au centre de recherche Statistique, Analyse et Modélisation Multidisciplinaire de l'université Panthéon-Sorbonne.  

## Éducation et carrière
Après des études de baccalauréat au lycée Pierre de La Ramée de Saint-Quentin, en France, et des études au lycée privé Sainte-Geneviève, Haughton entre à l'École normale supérieure (ENS) de Paris en 1975, où elle obtient une maîtrise en mathématiques en 1976, une licence en anglais en 1977, et un diplôme d'études approfondies en mathématiques en 1977. Après un an à l'université Harvard en tant que boursière Sachs, elle entre au programme de doctorat du Massachusetts Institute of Technology, et y termine un doctorat en mathématiques en 1983. Sa thèse, Sur le choix d'un modèle pour ajuster les données d'une famille exponentielle, a été supervisée par Richard M. Dudley (en).  
Après avoir travaillé comme professeur adjoint au Swarthmore College, à l'université Temple et à l'université de Lowell, elle rejoint la faculté de l'université Bentley en 1991. 

## Livres
Haughton est la co-auteure, avec Mark-David McLaughlin, Kevin Mentzer et Changan Zhang, du livre Movie Analytics: A Hollywood Introduction to Big Data (Springer, 2015). Elle est également coauteure, avec Jonathan Haughton, de Living Standards Analytics: Development through the Lens of Household Survey Data (Springer, 2011).  

## Reconnaissance
Haughton est nommée fellow de la Société américaine de statistique en 2011 « pour sa remarquable collaboration en matière de recherche, de sensibilisation et de formation en analyse commerciale; pour l'analyse de données sur les niveaux de vie internationaux; et pour ses services à la profession ».  